# Colluricincla megarhyncha
Picanço-de-arafura ou sibilante-de-arafura (Colluricincla megarhyncha) é uma espécie de ave da família Colluricinclidae.
Pode ser encontrada nos seguintes países: Austrália, Indonésia e Papua-Nova Guiné.
Os seus habitats naturais são: florestas subtropicais ou tropicais húmidas de baixa altitude e regiões subtropicais ou tropicais húmidas de alta altitude.